# Ерп (Нідерланди)
Ерп (нід. Erp) — село в нідерландській провінції Північний Брабант. Входить до муніципалітету Меєрейстад.
Його площа становить 6,20 км², а населення станом на 2021 рік складало 1 800 осіб.
До 1994 року мало статус окремого муніципалітету.

## Галерея

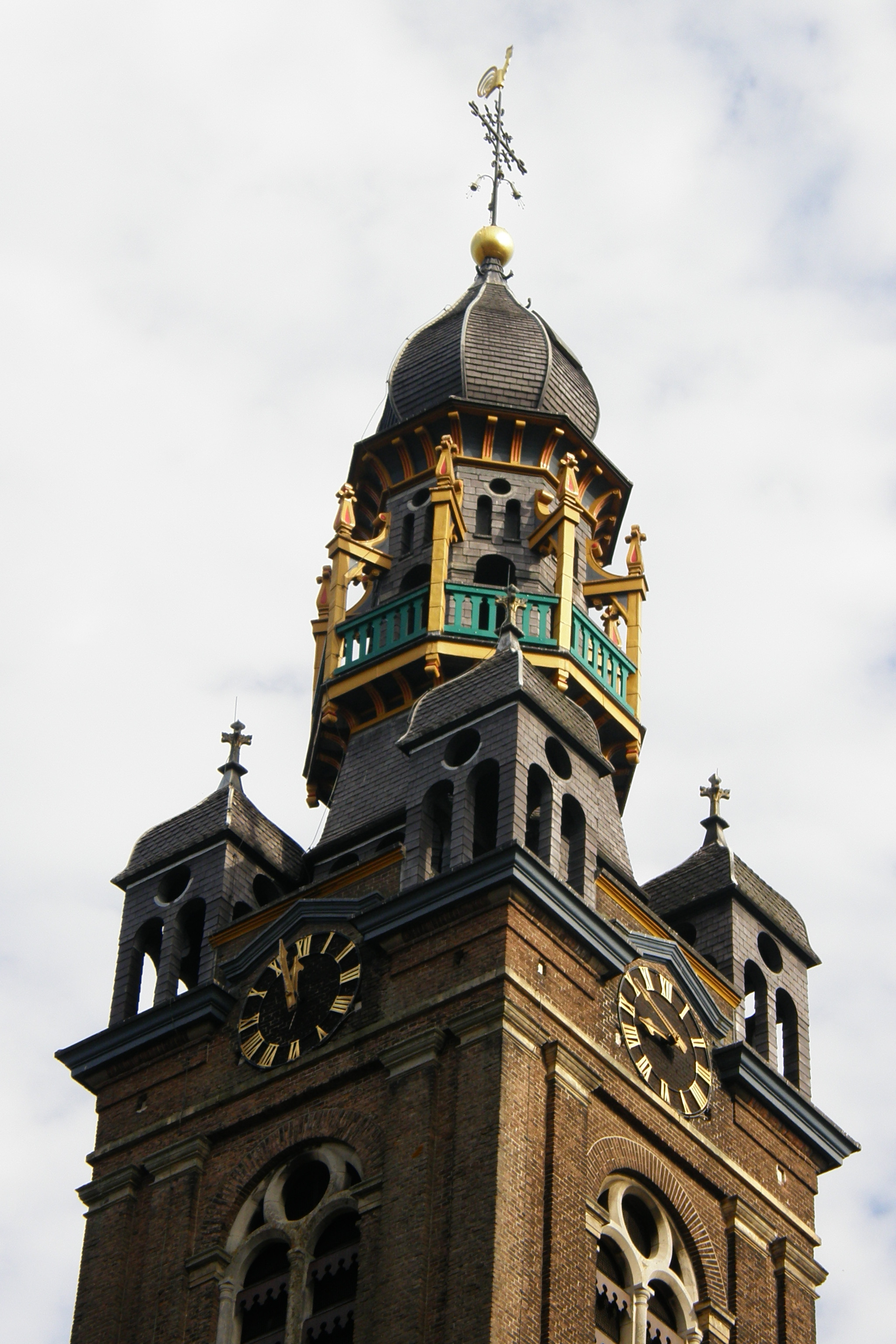
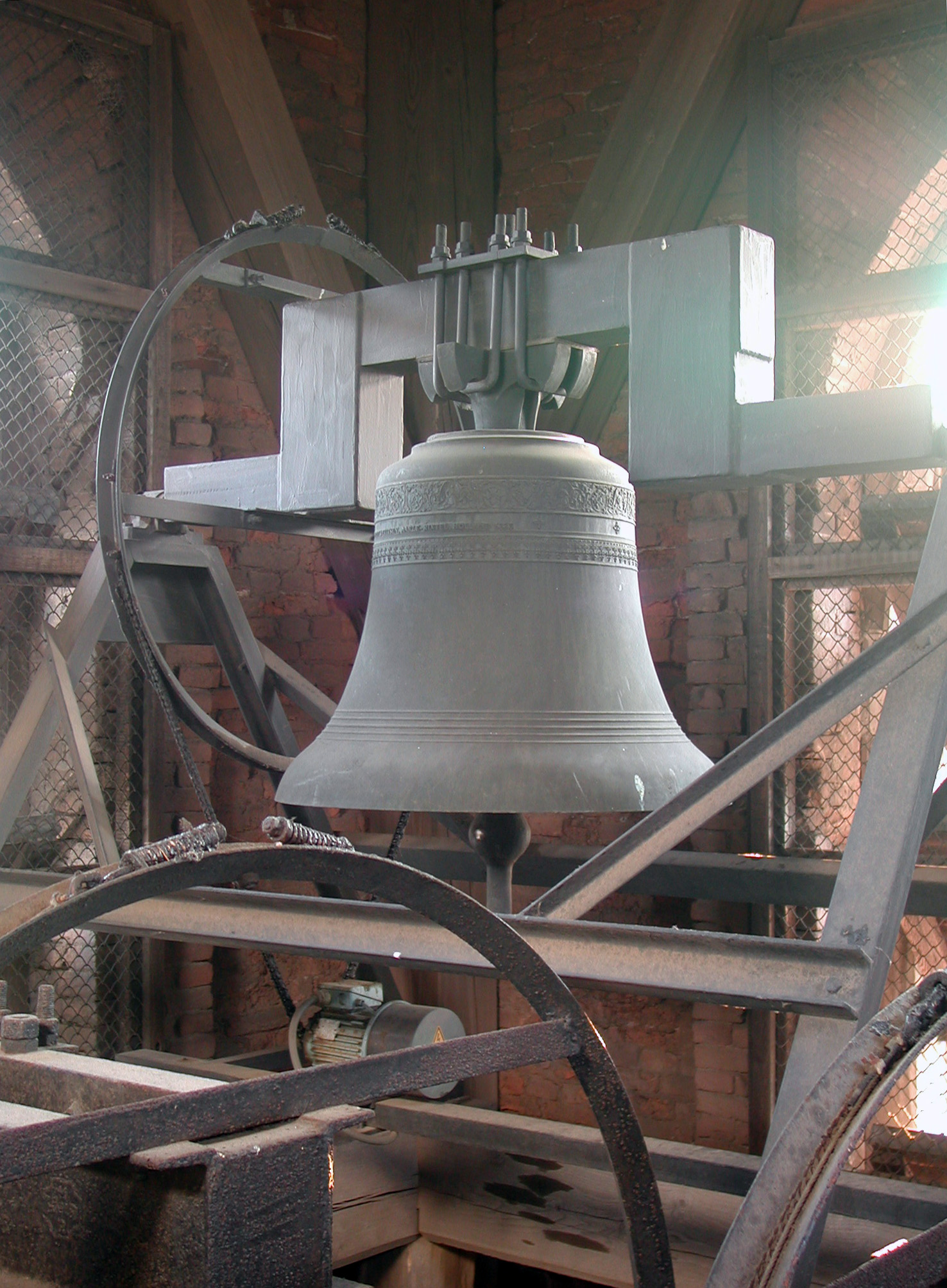
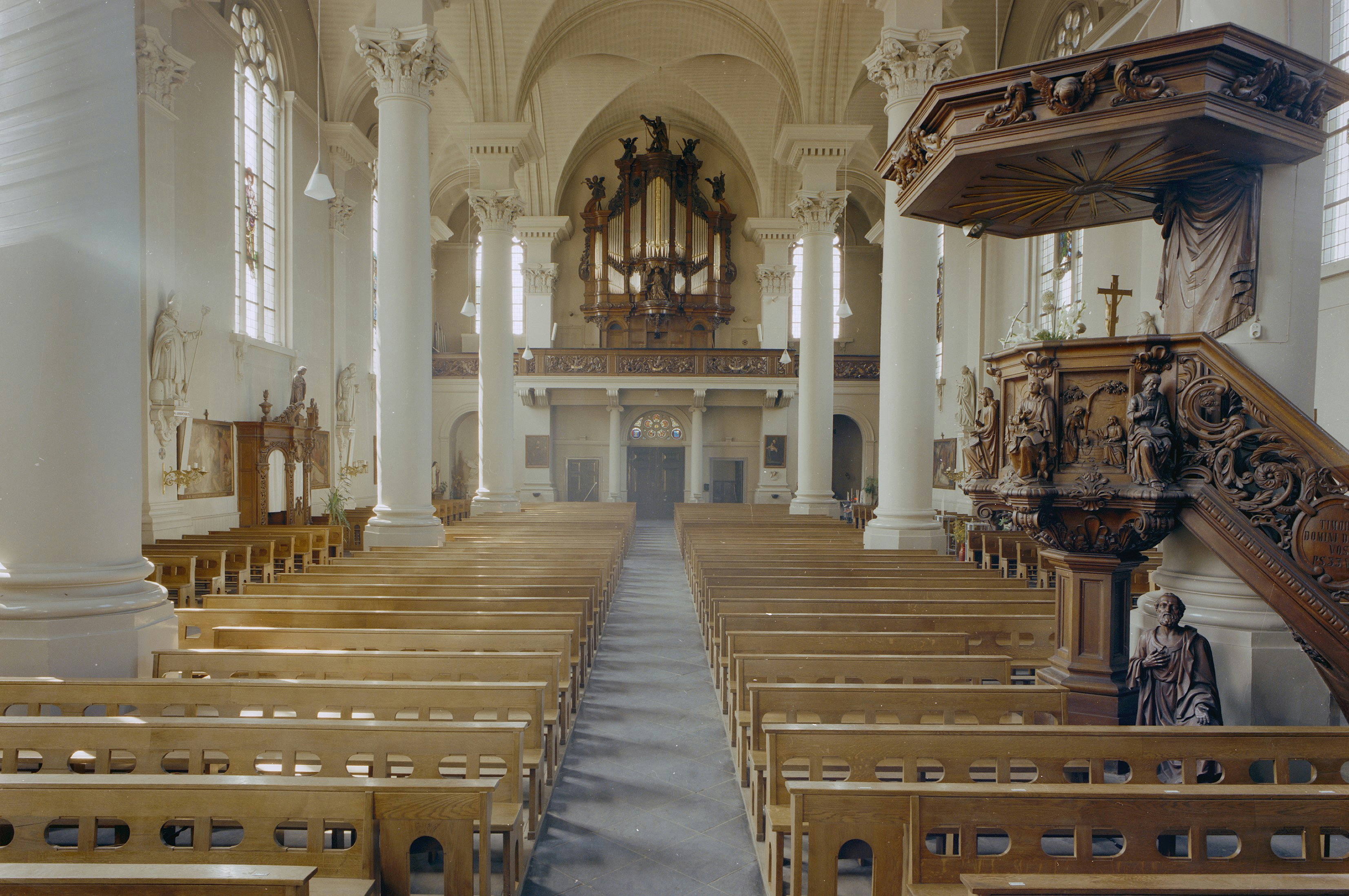
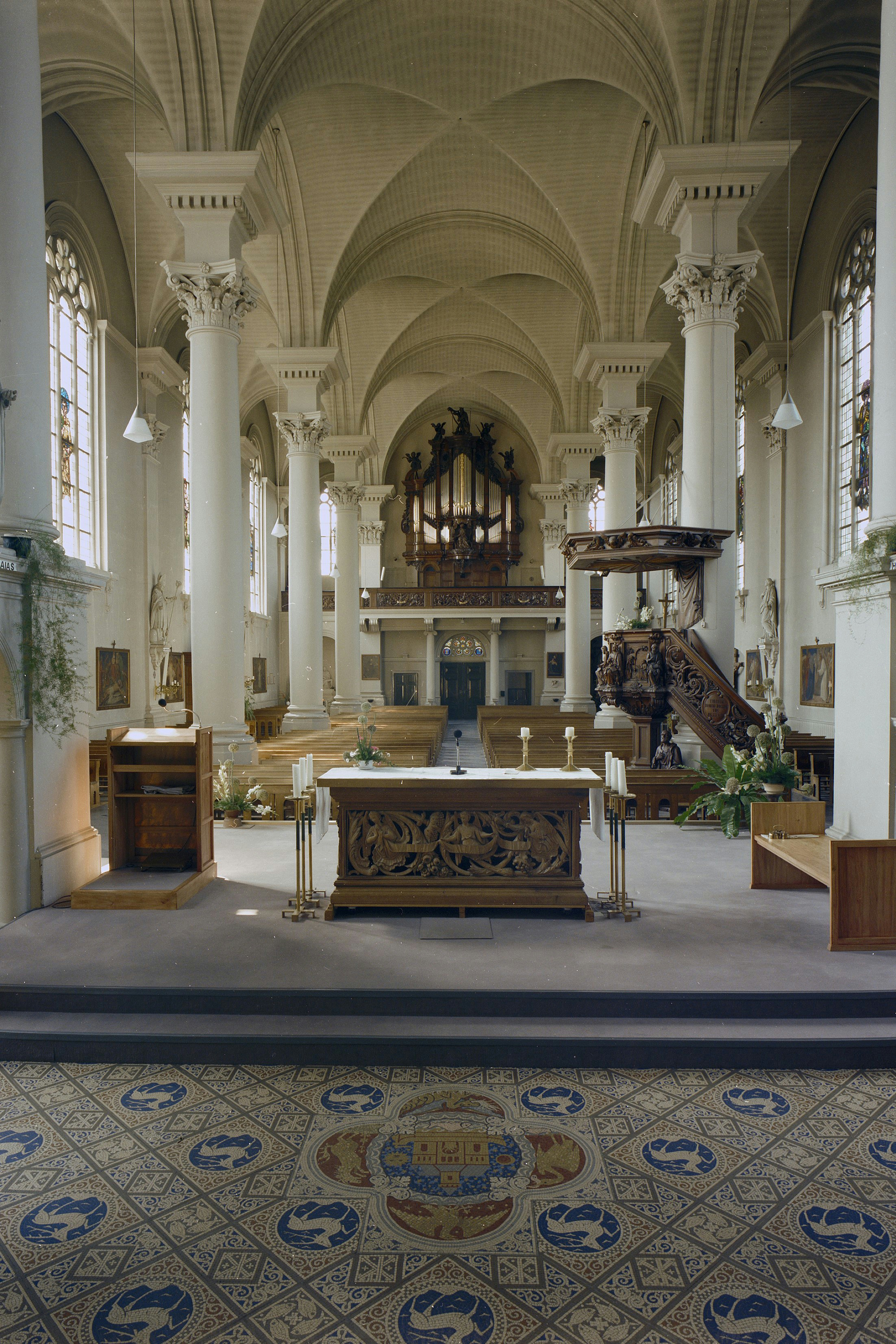
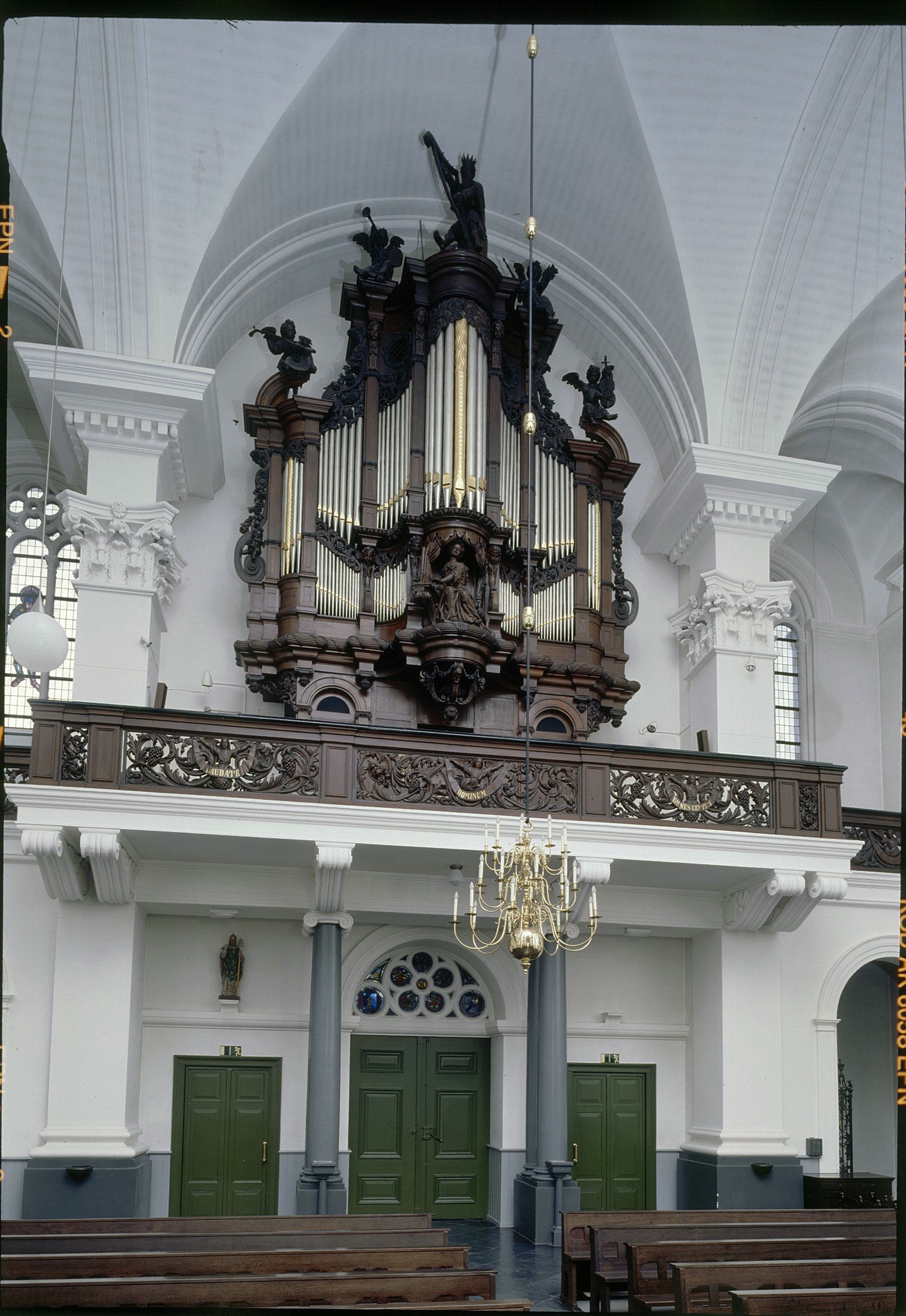